# Acacia hopperiana
Acacia hopperiana — вид квіткових рослин з родини бобових. Ареал: Австралія (Західна Австралія).

## Середовище
Зустрічається на жовтих піщаних рівнинах, у дюнних хвилях і піщаних рівнинах, іноді навколо гранітних скель.

## Біоморфологічна характеристика
Це кущ або невелике дерево зазвичай досягає висоти від 0,6 до 4 метрів і має гладку сіру кору. Рослина з червоно-коричневими голими гілочками. Світло-зелені філодії 6–14 см в довжину і 0,7–1 мм в ширину. Філодії субжорсткі та прямі або неглибоко загнуті з десятьма поздовжніми нервами однакової ширини, кожен з яких розділений вузькою темною поздовжньою борозною. Цвіте в серпні, утворюючи жовті квітки. Стручки, які утворюються після цвітіння, мають довжину від 5 до 9 см і ширину від 2 до 3 мм. Стручки сірувато-коричневого кольору плоскі, стиснуті між насінням і прямі або неглибоко вигнуті. Насіння має форму від облоїдної до еліпсоїдної або дископодібної, у довжину 2–3 мм і вшир 1,5–2 мм.